# John Rose
Pour l’article homonyme, voir Rose.
John Rose, né le 2 août 1820 à Turriff (Aberdeenshire) et mort le 24 août 1888 à Loseley Park (Surrey), 1er baronnet, est un vétérinaire et homme politique britannique naturalisé canadien.

## Biographie
Né en Écosse, il émigre au Bas-Canada avec ses parents en 1836 et est actif dans la répression de la rébellion des Patriotes en 1837. Nommé au barreau en 1842, il établit un bureau de pratique du droit à Montréal. Il est membre de l'Assemblée législative de la Province du Canada et membre du conseil exécutif de 1858 à 1861. Il est aussi solliciteur général du Bas-Canada de 1857 à 1858 et de 1858 à 1859 et travaille à divers moments comme commissaire des Travaux publics et receveur-général.
En 1864, le gouvernement britannique le nomme à la commission chargée de négocier le traité de l'Oregon avec les États-Unis.
Il est également délégué à la Conférence coloniale de Londres en 1867 et en 1868. Il déménage ensuite en Angleterre pour pratiquer le droit d’agir comme représentant non officiel du Gouvernement du Canada. De plus, il siège dans de nombreuses Commissions royales britanniques et devient baronet en 1872 et membre du Conseil privé en 1886.
Élu député du Parti libéral-conservateur dans la circonscription fédérale d'Huntingdon en 1867, il démissionne en 1869 pour s'associer à l'institution financière Morton, Rose and Co. Il est ministre des Finances de 1867 à 1869.
Il est mort à Loseley Park, dans le comté de Surrey en Angleterre en août 1888 à l'âge de 68 ans